# Велькиш, Курт
Курт Велькиш (нем. Kurt Welkisch, 1910, Зорау, Германская империя — 1958, ФРГ) — немецкий коммунист, агент советской разведки.

## Биография
Родился в семье бакалейщика, окончил гимназию, учился на юридическом факультете Берлинского университета, завершил курс наук в университете Бреслау и в 1934 году получил диплом доктора юридических наук. Ещё во время учебы он организовал в Бреслау Союз красных студентов, а в конце 1931 года стал членом КПГ.
После того, как в 1933 году к власти в Германии пришли нацисты,  Курт Велькиш вместе с товарищами наладил нелегальный выпуск коммунистической газеты. Но вскоре гестапо выследило их ячейку и уже в конце 1934 года Курт был вынужден прекратить свою юридическую практику и скрываться. В начале 1935 года его старший товарищ по партии, известный в Бреслау журналист Герхард Кегель, устроил Курта на работу в местную газету «Последние известия» и вскоре добился, чтобы его командировали в Варшаву в качестве собственного корреспондента этой газеты. В 1937 году Курт женился на Маргарите Рениш, с которой был давно знаком. 
В Варшаве Курт познакомился с Рудольфом Гернштадтом, корреспондентом газеты «Берлинер Тагеблатт». Гернштадт был коммунистом, а также агентом советской военной разведки. По предложению Гернштадта Велькиш также начал работать на советскую разведку. Он собирал для Гернштадта информацию политического и военно-экономического характера о положении в Польше. Велькишу была присвоена агентурная кличка АВС. Материалы, которые добывал Курт, по ночам переснимала его жена Маргарита, взявшая себе кличку ЛЦЛ. Велькиш за время работы в Польше привлек к сотрудничеству не менее трех ценных источников, они с Маргаритой отправили через Гернштадта в СССР более тридцати донесений. При этом для прикрытия Велькиш вступил в НСДАП, а затем стал членом так называемого «Бюро Риббентропа» — особой структуры в системе нацистской партии, организованной в 1933 году как «теневое» министерство иностранных дел. Он начал получать задания от «Бюро Риббентропа» готовить подробные обзоры по Польше на разные темы. 
В конце августа 1939 года, накануне германского вторжения в Польшу, все германские журналисты были срочно отозваны из Польши на родину. Затем, в октябре 1939 года «Бюро Риббентропа» направило Велькиша в Литву в качестве корреспондента газеты. Там он также собирал сведения политического и военно-экономического характера, которые передавались как в «Бюро Риббентропа», так и советской разведке.
Через некоторое время Велькиш как журналист был направлен в Румынию, и в феврале 1940 года Велькиши прибыли в Бухарест. Затем, когда в конце 1940 года пресс-атташе германского посольства в Бухаресте погиб в авиакатастрофе, его место предложили занять Велькишу. Теперь он стал ещё более ценным для советской разведки. В Бухаресте он поддерживал связь с ней через Михаила Шарова, работавшего там под видом корреспондента ТАСС. Шаров, в частности, поставил перед ним задачу собирать сведения о деятельности украинских националистов в Румынии.
За первые полгода своей деятельности Велькиш добыл и передал Шарову для дальнейшей пересылки в СССР более ста документов. В частности, весной 1941 года Велькиш сообщил о прибытии в Румынию германских войск и о том, что в правительственных кругах и в генеральном штабе Румынии говорят о скорой войне с СССР, в которой Румыния выступит на стороне Германии. Он сообщал: «Один штабной офицер расположенного в Румынии восьмого немецкого авиационного корпуса, который несколько дней назад приехал из Берлина, заявил, что ранее началом немецких военных акций против СССР предусматривалась дата 15 мая, но в связи с событиями в Югославии срок перенесен на середину июня. Этот офицер твердо уверен в предстоящем конфликте…» 
Но после начала Великой Отечественной войны советские граждане, в том числе Шаров, покинули Бухарест, поэтому связь Велькиша с советской разведкой оборвалась. Курт и Маргарита пытались сами найти какой-то выход из этого положения. Маргарита ездила с фотокопиями секретных материалов в Берлин, рассчитывая на помощь Ильзы Штёбе, но Штёбе сама фактически осталась без связи с советской разведкой, а в октябре 1942 года была арестована.  
Советская разведка, со своей стороны, также пыталась восстановить связь с Велькишами. Несколько раз предпринимались попытки сбросить с парашютом связных в окрестностях Бухареста, но после приземления их быстро задерживали. В январе 1943 года в Румынию был заброшен разведчик «Мунте», бывший интербригадовец в Испании, которому удалось незамеченным пробраться в Бухарест, однако попытка выйти на контакт с АВС снова оказалась неудачной. В феврале того же года для связи с ним были посланы разведчица Гамбурд и Стефан Киориану, но по причине плохих метеоусловий их сбросили в 600 километрах от Бухареста, и снова установить связь с Велькишами не получилось.
Когда 31 августа 1944 года советские войска вошли в Бухарест, Велькишей вместе с их сыном Михаэлем доставили в Москву и поселили под фамилией Волковы на конспиративной квартире. Весной 1945 года им предложили продолжить сотрудничество с военной разведкой и выехать в одну из стран Западной Европы в качестве агентов-нелегалов. Однако Велькиши заявили, что хотели бы вернуться на родину для строительства новой Германии. В течение ряда месяцев обсуждались варианты их отъезда на родину, но затем в марте 1946 года их заключили в лагерь для военнопленных и интернированных в Сталиногорске, затем их перевели в Брест.  
В мае 1946 года Маргарита родила второго ребенка — Томаса, в ноябре 1948 года в лагере от туберкулеза умер старший сын Велькишей Михаэль. Курт писал письма в различные инстанции, требуя разобраться в обвинениях, выдвигаемых против его семьи, а в доносах лагерных осведомителей сообщалось, что он ведет антисоветскую пропаганду среди пленных.  
В ноябре 1950 года Велькишей перевели в тюрьму в Минске, а младшего сына у них отняли и поместили в детский приемник. Велькишей обвинили в предательстве, в сотрудничестве с гестапо. По решению Особого совещания при МГБ СССР от 16 января 1952 года как «социально опасных элементов» их сослали в поселок Чиндат Тюхтетского района Красноярского края сроком на 10 лет, считая с 9 июня 1951 года. 
13 декабря 1955 года Велькиши были все же освобождены и отправлены на родину. Известно что Курт после этого  некоторое время работал журналистом. Он умер в ФРГ в 1958 году, Маргарита — в 1983 году. 
Их реабилитировала посмертно прокуратура Белоруссии в 2003 году. Сын Велькишей Томас живет в Германии, известие о том, что его родители сотрудничали с советской разведкой, стало для него настоящим шоком.